# Zdeněk Škromach
Zdeněk Škromach, né le 31 décembre 1956 à Hodonín, est un syndicaliste et homme politique tchèque, membre du membre du Parti social-démocrate tchèque (ČSSD).

## Biographie
Il a adhéré au ČSSD en 1995 et élu à la Snemovna sans interruption de 1996 à 2010. Vice-président du ČSSD de 2001 à 2005, il a été de 2002 à 2006 ministre des Affaires sociales dans les gouvernements de Vladimír Špidla, Stanislav Gross et Jiří Paroubek.